# Korea Open 2023 - Qualificazioni singolare
Le qualificazioni del singolare femminile del Korea Open 2023 sono state un torneo di tennis preliminare per accedere alla fase finale della manifestazione svolte dal 7 all'8 ottobre 2023. Le vincitrici dell'ultimo turno sono entrate di diritto nel tabellone principale. In caso di ritiro di una o più giocatrici aventi diritto a queste sono subentrati le lucky loser, ossia le giocatrici che hanno perso nell'ultimo turno ma che avevano una classifica più alta rispetto alle altre partecipanti che avevano comunque perso nel turno finale.

## Teste di serie
1. Sachia Vickery (qualificata)
2. Arianne Hartono (qualificata)
3. Liang En-shuo (qualificata)
4. Park So-hyun (primo turno, ritirata)

1. Irina Chromačëva (ultimo turno, lucky loser)
2. Lee Ya-hsuan (ultimo turno)
3. Ksenija Zajceva (ultimo turno)
4. Peangtarn Plipuech (primo turno)

## Qualificate
1. Sachia Vickery
2. Arianne Hartono

1. Liang En-shuo
2. Ku Ye-on

### Lucky loser
1. Irina Chromačëva

## Tabellone

### Legenda
| - Q = Qualificato - WC = Wild card - LL = Lucky loser | - ALT = Alternate - SE = Special Exempt - PR = Protected Ranking | - w/o = Walkover - r = Ritirato - d = Squalificato |

### Sezione 1
|  | Primo turno | Primo turno           | Primo turno    | Primo turno | Primo turno |  |  | Ultimo turno | Ultimo turno    | Ultimo turno | Ultimo turno | Ultimo turno |  |
|  |             |                       |                |             |             |  |  |              |                 |              |              |              |  |
|  | 1           | Sachia Vickery        | Sachia Vickery | 6           | 6           |  |  |              |                 |              |              |              |  |
|  | WC          | Jeong Bo-young        | Jeong Bo-young | 2           | 3           |  |  | 1            | Sachia Vickery  | 7            | 2            | 6            |  |
|  |             | Bethanie Mattek-Sands | 6              | 5           | 4           |  |  | 7            | Ksenija Zajceva | 610          | 6            | 2            |  |
|  | 7           | Ksenija Zajceva       | 2              | 7           | 6           |  |  |              |                 |              |              |              |  |

### Sezione 2
|  | Primo turno | Primo turno      | Primo turno      | Primo turno | Primo turno |  |  | Ultimo turno | Ultimo turno     | Ultimo turno     | Ultimo turno | Ultimo turno |  |
|  |             |                  |                  |             |             |  |  |              |                  |                  |              |              |  |
|  | 2           | Arianne Hartono  | Arianne Hartono  | 6           | 6           |  |  |              |                  |                  |              |              |  |
|  |             | Eri Hozumi       | Eri Hozumi       | 2           | 4           |  |  | 2            | Arianne Hartono  | Arianne Hartono  | 7            | 6            |  |
|  |             | Kim Da-bin       | Kim Da-bin       | 2           | 3           |  |  | 5            | Irina Chromačëva | Irina Chromačëva | 5            | 4            |  |
|  | 5           | Irina Chromačëva | Irina Chromačëva | 6           | 6           |  |  |              |                  |                  |              |              |  |

### Sezione 3
|  | Primo turno | Primo turno        | Primo turno        | Primo turno | Primo turno |  |  | Ultimo turno | Ultimo turno  | Ultimo turno  | Ultimo turno | Ultimo turno |  |
|  |             |                    |                    |             |             |  |  |              |               |               |              |              |  |
|  | 3           | Liang En-shuo      | 6                  | 3           | 7           |  |  |              |               |               |              |              |  |
|  |             | Luksika Kumkhum    | 2                  | 6           | 65          |  |  | 3            | Liang En-shuo | Liang En-shuo | 6            | 6            |  |
|  |             | Mei Yamaguchi      | Mei Yamaguchi      | 6           | 6           |  |  |              | Mei Yamaguchi | Mei Yamaguchi | 1            | 2            |  |
|  | 8           | Peangtarn Plipuech | Peangtarn Plipuech | 4           | 3           |  |  |              |               |               |              |              |  |

### Sezione 4
|  | Primo turno | Primo turno   | Primo turno | Primo turno | Primo turno |  |  | Ultimo turno | Ultimo turno | Ultimo turno | Ultimo turno | Ultimo turno |  |
|  |             |               |             |             |             |  |  |              |              |              |              |              |  |
|  | 4           | Park So-hyun  | 62          | 1           | r           |  |  |              |              |              |              |              |  |
|  | WC          | Ku Ye-on      | 7           | 4           |             |  |  | WC           | Ku Ye-on     | 6            | 3            | 6            |  |
|  |             | Quinn Gleason | 6           | 63          | 4           |  |  | 6            | Lee Ya-hsuan | 1            | 6            | 4            |  |
|  | 6           | Lee Ya-hsuan  | 2           | 7           | 6           |  |  |              |              |              |              |              |  |